# Klaus Allofs
Klaus Allofs, né le 5 décembre 1956 à Düsseldorf, est un footballeur allemand. Il est le frère aîné de Thomas Allofs.
En 1999, il devient secrétaire général puis directeur sportif du club allemand du Werder Brême. Sous sa direction, le club de la Weser emporte notamment le doublé Bundesliga Coupe d'Allemagne en 2004.
Très apprécié et influent comme dirigeant., Allofs est débauché pour les mêmes fonctions par le VfL Wolfsburg en 2012 : Wolfsburg renoue avec le succès, notamment avec une victoire en DFB Pokal et une 2e place en Bundesliga en 2015, et deux quarts de finale européens, en coupe de l'UEFA 2015 et en Ligue des champions 2016.
Précédemment, il avait brièvement été l'entraîneur de Düsseldorf.

## Biographie

### En club
Allofs commence sa carrière avec le TuS Gerresheim. Il se révèle ensuite lorsqu'il évolue avec Düsseldorf. Il quitte le club en 1981 pour le FC Cologne. 
Il est engagé à l'OM, à la fin des années 1980, par Bernard Tapie pour former un duo d'attaque complémentaire avec Jean-Pierre Papin, aidant ce dernier à confirmer ses talents de buteur . 
Transféré aux Girondins de Bordeaux en 1989, dans le cadre d'un échange avec Alain Roche et Jean Tigana, il accomplit une saison remarquable en marine et blanc. Sa complémentarité avec Piet Den Boer est la raison essentielle du bon parcours girondin cette saison-là. Mais son parcours bordelais s’interrompt à cause de la débâcle économique du club.
Il revient alors dans son pays d'origine, et termine sa carrière au Werder en 1993, où il emporte, avec notamment un but en finale contre l'AS Monaco, la Coupe d'Europe des vainqueurs de coupe de football 1991-1992.
Au total, Klaus Allofs compte 424 matches de Bundesliga, pour 177 buts, ce qui le place au 7e rang du classement des buteurs. Ses 71 réalisations avec Düsseldorf constituent un record pour le club.

### En sélection
Klaus Allofs dispute 56 rencontres avec l'équipe d'Allemagne entre 1978 et 1988. 
Il fait ses grands débuts sous les couleurs de la Mannschaft le 11 octobre 1978 à Prague, face à la Tchécoslovaquie. 
Il participe ensuite à l'Euro 1980, puis à la Coupe du monde 1986.

## Carrière
- 1975-1981 :  Fortuna Düsseldorf
- 1981-1987 :  FC Cologne
- 1987-1989 :  Olympique de Marseille
- 1989-1990 :  Girondins de Bordeaux
- 1990-1993 :  Werder Brême[4]

## Palmarès

### En club
- Vainqueur de la Coupe d'Europe des Vainqueurs de Coupe en 1992 avec le Werder Brême
- Champion d'Allemagne en 1993 avec le Werder Brême
- Champion de France en 1989 avec l'Olympique de Marseille
- Vainqueur de la Coupe d'Allemagne en 1979 et en 1980 avec le Fortuna Düsseldorf et en 1983 avec le FC Cologne et en 1991 avec le Werder Brême
- Vainqueur de la Coupe de France en 1989 avec l'Olympique de Marseille
- Finaliste de la Coupe de l'UEFA en 1986 avec le FC Cologne
- Finaliste de la Coupe des Coupes en 1979 avec le Fortuna Düsseldorf
- Vice-Champion de France en 1990 avec les Girondins de Bordeaux

### En équipe d'Allemagne
- 56 sélections et 17 buts entre 1978 et 1988
- Champion d'Europe des Nations en 1980
- Finaliste de la Coupe du Monde en 1986

## Distinctions individuelles
- Meilleur buteur du Championnat d'Europe des Nations en 1980 (3 buts)
- Meilleur buteur du Championnat d'Allemagne en 1979 (22 buts) et en 1985 (26 buts)
- Meilleur buteur de la Coupe de France en 1990  avec les Girondins de Bordeaux (6 buts)